# American Wrestling Association
American Wrestling Association var et wrestling forbund ejet af Verne Gagne fra 1957-1991. De viste bare et pay-per-view, og den hed «SuperClash III». Men de havde en række store show («Super Cards»), blandt andet SuperClash I, II og IV, Wrestle Rock '86, Rage in a Cage, Twin Wars 1990 og mange flere.

## Fribrydere
- Adrian Adonis
- Bobo Brazil
- Brian Knobbs
- The Crusher
- Curt Hennig
- Dick the Bruiser
- Ernie Ladd
- Greg Gagne
- Harley Race
- Hulk Hogan
- Jerry Lawler
- Jerry Lynn
- Jesse Ventura
- Ken Patera
- Kokina Maximus
- Larry Zbyszko
- Leon White
- Marty Jannetty
- Michael Hayes
- Mad Dog Vachon
- «Mr. Electricity» Steve Regal
- Nick Bockwinkel
- Rick Martel
- Road Warrior Animal
- Road Warrior Hawk
- Rock Rogowski
- Ron Garvin
- Scott Hall
- Sgt. Slaughter
- Shawn Michaels
- Stan Hansen
- Superfly Snuka
- Terry Gordy
- Verne Gagne
- Wahoo McDaniel